# Contea di Huojia
La contea di Huojia (获嘉县S, Huòjiā XiànP) è una contea della Cina, situata nella provincia di Henan e amministrata dalla prefettura di Xinxiang.